# Israel Pickens
Israel Pickens, född 30 januari 1780 nära Concord, North Carolina, död 24 april 1827 på Kuba, var en amerikansk politiker (demokrat-republikan). Han var den tredje guvernören i delstaten Alabama 1821-1825. Han representerade North Carolina i USA:s representanthus 1811-1817 och Alabama i USA:s senat från februari till november 1826.
Pickens studerade vid Jefferson College (numera Washington & Jefferson College). Därefter studerade han juridik och arbetade sedan som advokat i North Carolina. Han var ledamot av delstatens senat 1808-1809. Han efterträdde 1811 James Holland som kongressledamot. Han omvaldes två gånger till representanthuset. Han efterträddes 1817 av Felix Walker.
Pickens efterträdde 1821 Thomas Bibb som guvernör i Alabama. Han efterträddes 1825 av John Murphy. Senator Henry H. Chambers avled 1826 i ämbetet. Pickens blev utnämnd till senaten och han efterträddes senare samma år av John McKinley.